# Myzozoa
A Myzozoa az Alveolata 4 törzsből álló csoportja, melyek képesek vagy korábban képesek voltak mizocitózis útján táplálkozni.
Számos protisztacsoport a tagja.
Egyesek törzsként sorolják be, melybe a Dinozoa és az Apicomplexa mellett kis altörzsek is tartoznak.
A Myzozoa a korábban azonos szerző által javasolt Miozoát váltotta fel, jelentése kissé eltér.

## Törzsek
A Myzozoában 4 törzs van:
- Apicomplexa – az ivarsejtek kivételével mozgó axonémaszerkezetek nélküli paraziták
- Dinoflagellata – általában tengeri ostorosok, többnyire kloroplasztiszokkal
- Chromerida – tengeri fotoszintetikusprotozoon-törzs
- Perkinsozoa

Adl et al. 2012-es rendszertani leírásában nem szerepel. A szigorú taxonómia csak az összes tag közös jellemzőit veszi figyelembe. A Myzozoa egyes csoportjainak tagjai elvesztették a mizocitózis képességét. Továbbá mivel a jelenlegi taxonómia nem veszi figyelembe a molekuláris filogenetikát, egy csoportosítás az Apicomplexa, a Ciliophora és a Dinoflagellata kivételével minden Alveolata-tagot a Protalveolata szemétkosártaxonba helyez. A Dinozoa korai tagjainak Dinoflagellatába vagy azon kívül való elhelyezésének nehézsége megerősíti a Protalveolatához hasonló besorolásokat, ahogy a Colpodellida két nemzetsége, a Voromonas és a Colpodella lehetséges polifíliája is.

## Evolúció
A Myzozoa legközelebbi rokon nagy kládja a csillósoké. Mindkét csoport a legtöbb tanulmányozott eukarióta körkörös mitokondriális genomjától eltérően lineáris mitokondriális genommal rendelkezhet. Azonban a Myzozoának nem tagjai a csillósok, melyek a magasabb rangú Alveolata közvetlen tagjai. Így az Alveolata két nagy csoportból (Myzozoa és Ciliophora) és a fenti kis csoportokból áll.
Mitokondriális genomja 3 fehérjét kódol, ezek a citokróm b (COB), a citokróm c-oxidáz 1. (COX1) és 3. alegysége (COX3).
Feltehetően endoszimbionta plasztisszal rendelkező ősből fejlődött ki.
A Myzozoa és a Protalveolata elágazási sorrendjei is csak részben ismertek. A Colpodellida, a Chromerida és az Apicomplexa feltehetően testvérkládok. A Perkinsida, a Syndiniales és az Oxyrrhis a Dinoflagellata távoli rokonai.

## Hisztonok
A Perkinsus marinus és az Apicomplexa rendelkeznek hisztonokkal, a Dinoflagellata feltehetően elvesztette azokat.
A Vitrella brassicaformis mizocitózisa alapján a Chromerida ősi jellege, hogy mizocitotikus.

## Fordítás
Ez a szócikk részben vagy egészben  a   Myzozoa című angol Wikipédia-szócikk ezen változatának fordításán alapul.  Az eredeti cikk szerkesztőit annak laptörténete sorolja fel. Ez a jelzés csupán a megfogalmazás eredetét és a szerzői jogokat jelzi, nem szolgál a cikkben szereplő információk forrásmegjelöléseként.